# عملية عنتيبي

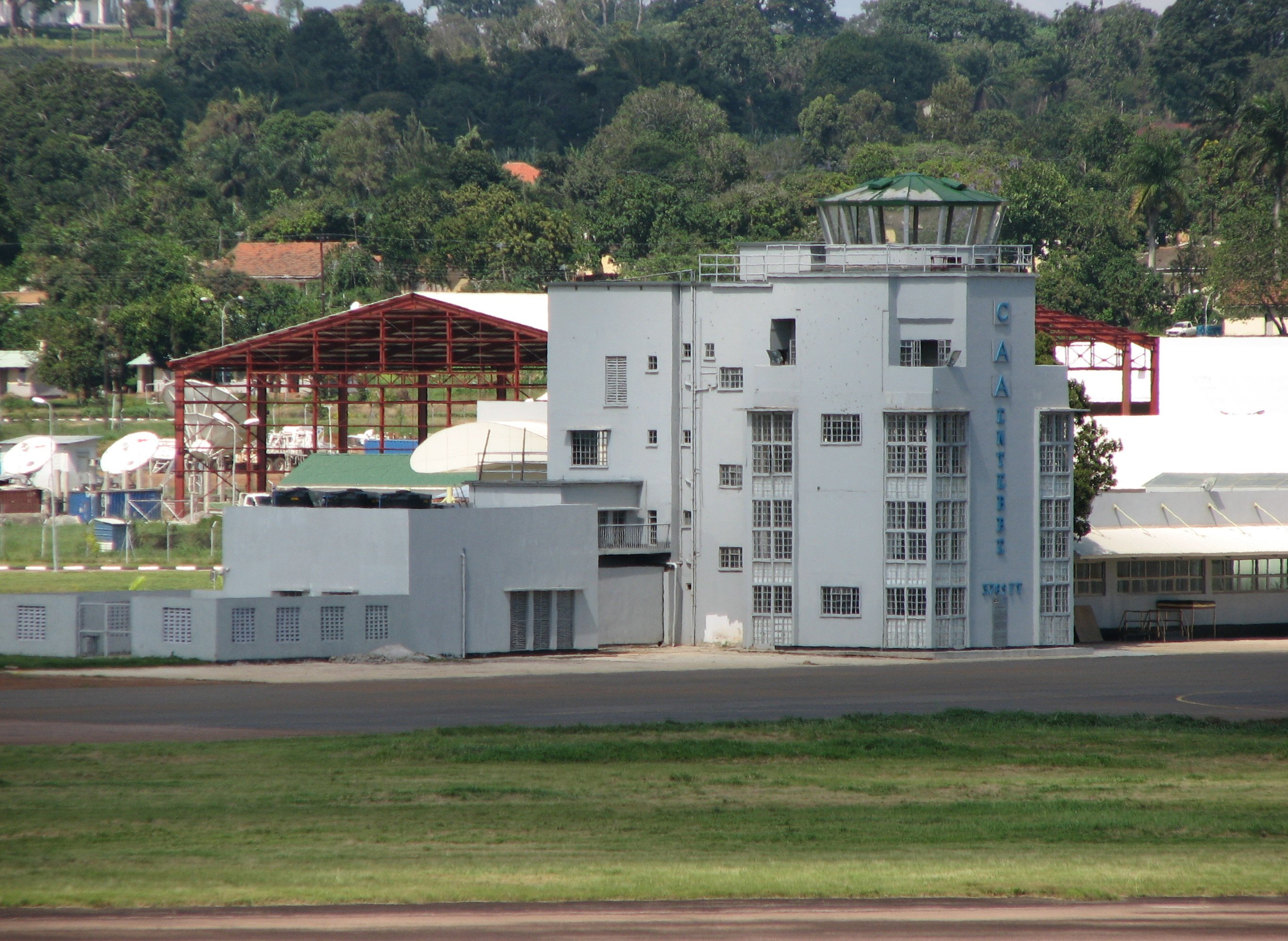
مبنى المحطة القديم لمطار إنتيبي الدولي كما يظهر سنة 2008

عملية عنتيبي عملية اختطاف رهائن نفذهتها مجموعة من الفلسطينيين واليساريين الأمميين الألمان في 27 يونيو 1976، حيث خطفت طائرة تابعة للخطوط الجوية الفرنسية مع 248 راكبا إلى عنتيبي قرب كمبالا عاصمة أوغندا. بعد وقت قصير من الهبوط، وأطلق سراح جميع الركاب من غير اليهود، وطالب المختطفون بتحرير سجناء فلسطينيين من السجون الإسرائيلية. في ليلة 4 من يوليو 1976 نقلت طائرات النقل الإسرائيلية أكثر من 100 من جنود القوات الخاصة مسافة 2500 ميلا (4000 كم) إلى أوغندا لعملية الإنقاذ. واستمرت العملية، التي خطط لها في الأسبوع السابق، 90 دقيقة، ونجحت القوة بتحرير 103 رهينة.
الاصابات : قُتل في الاشتباك الخاطفون، فايز الجابر، جايل العرجا، خالد خلايلي، علي ميعاري، أبو الدرداء العراقي، وقتل من القوة الإسرائيلية ضابط هو الكولونيل يونتان نتنياهو وأصيب خمسة، وقتل من الرهائن 3 في الاشتباك ورابع على يد ضباط الجيش الأوغندي في مستشفى قريب كان قد نقل اليه قبل العملية، وقتل من الجيش الأوغني 45 ودمر كذلك الإسرائيليون كذلك على الأرض 11 طائرة مقاتلة طراز ميج 17 سوفيتية الصنع تابعة للقوات الجوية الأوغندية.
سميت عملية الإنقاذ في الأدبيات الإسرائيلية بالصاعقة ويشار إليها أحيانا باسم «عملية جوناثان» نسبة إلى الجندي المقتول جوناثان نتنياهو، وهو شقيق بنيامين نتنياهو، الأكبر رئيس وزراء إسرائيل.[بحاجة لمصدر]

## صور

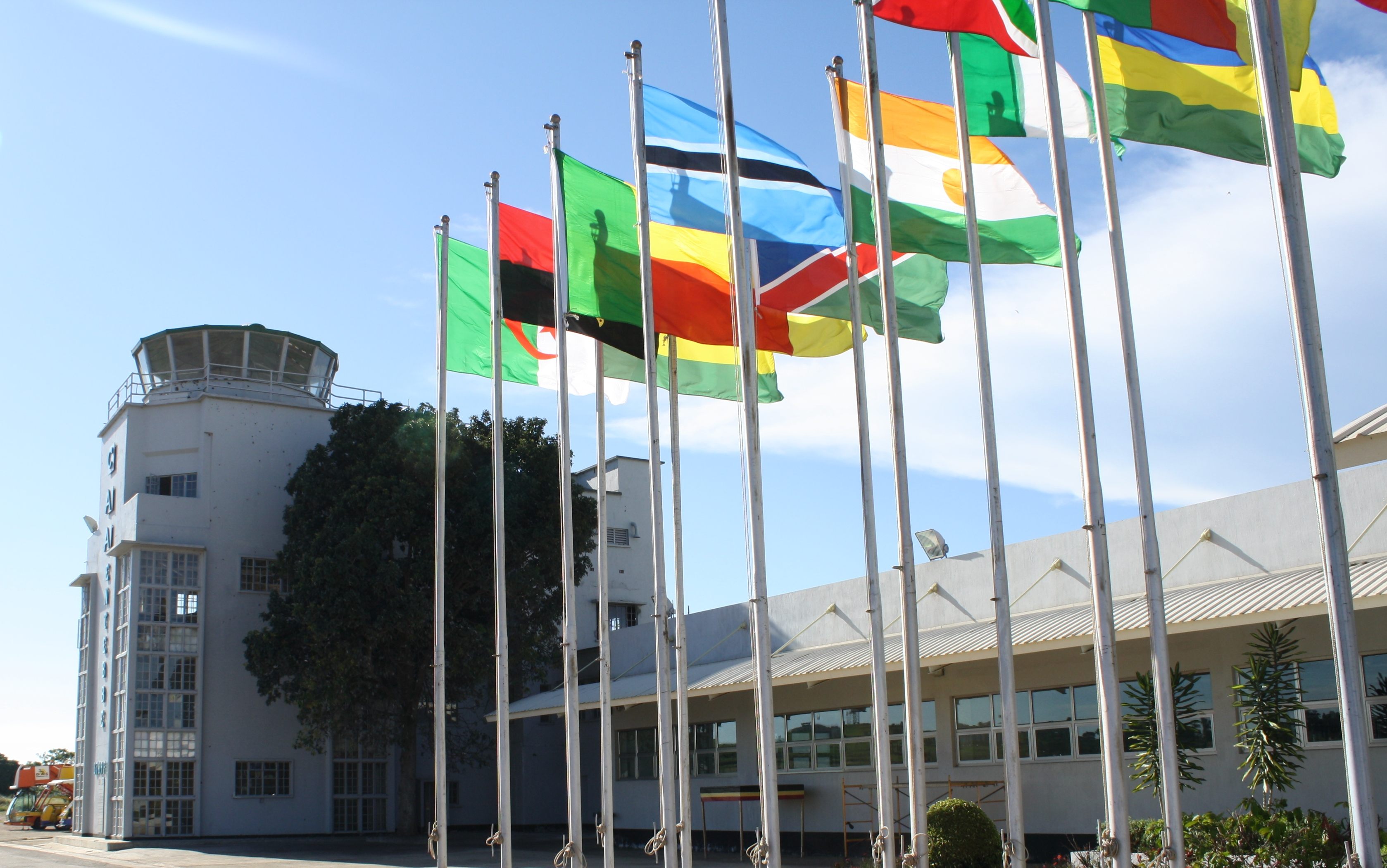
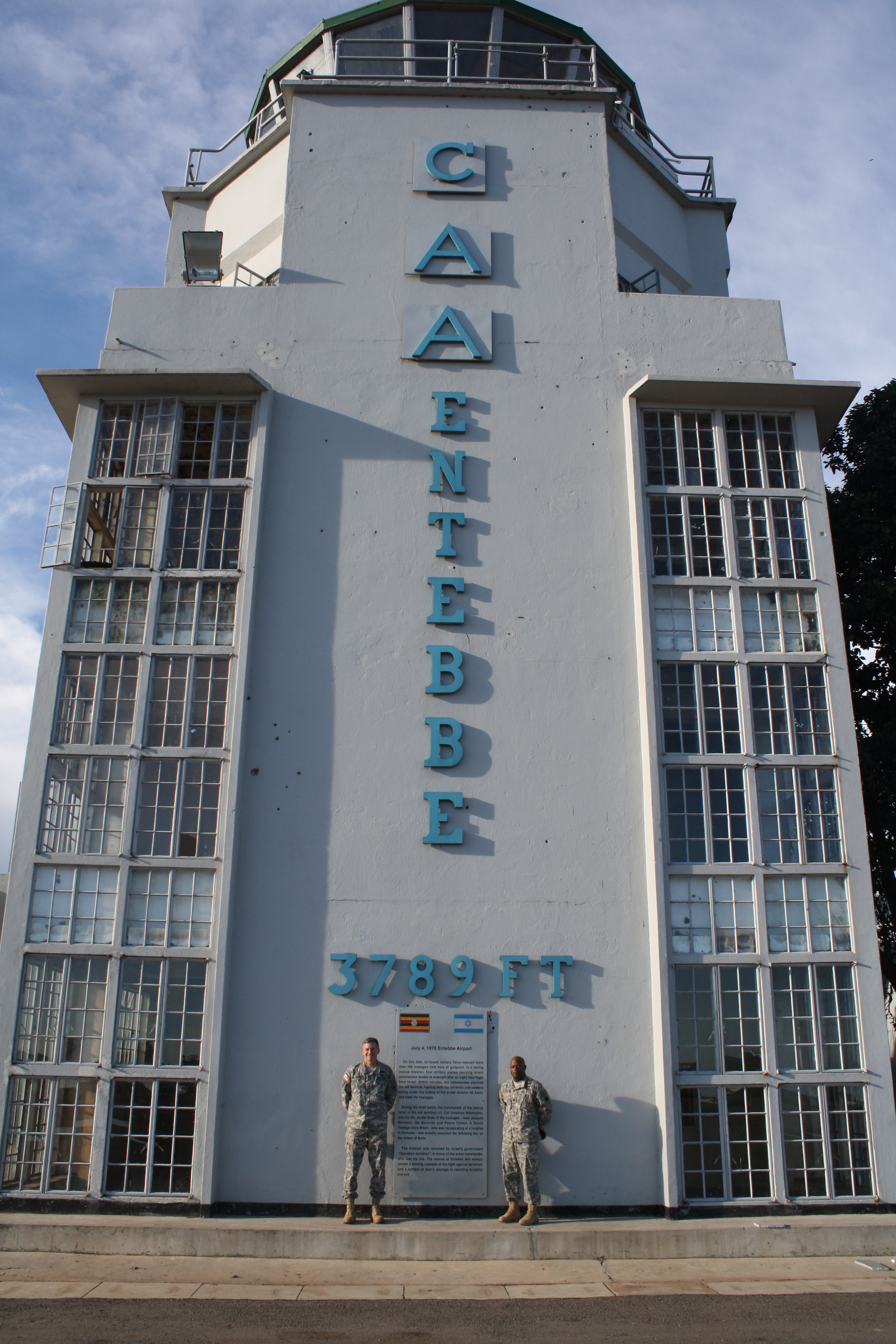
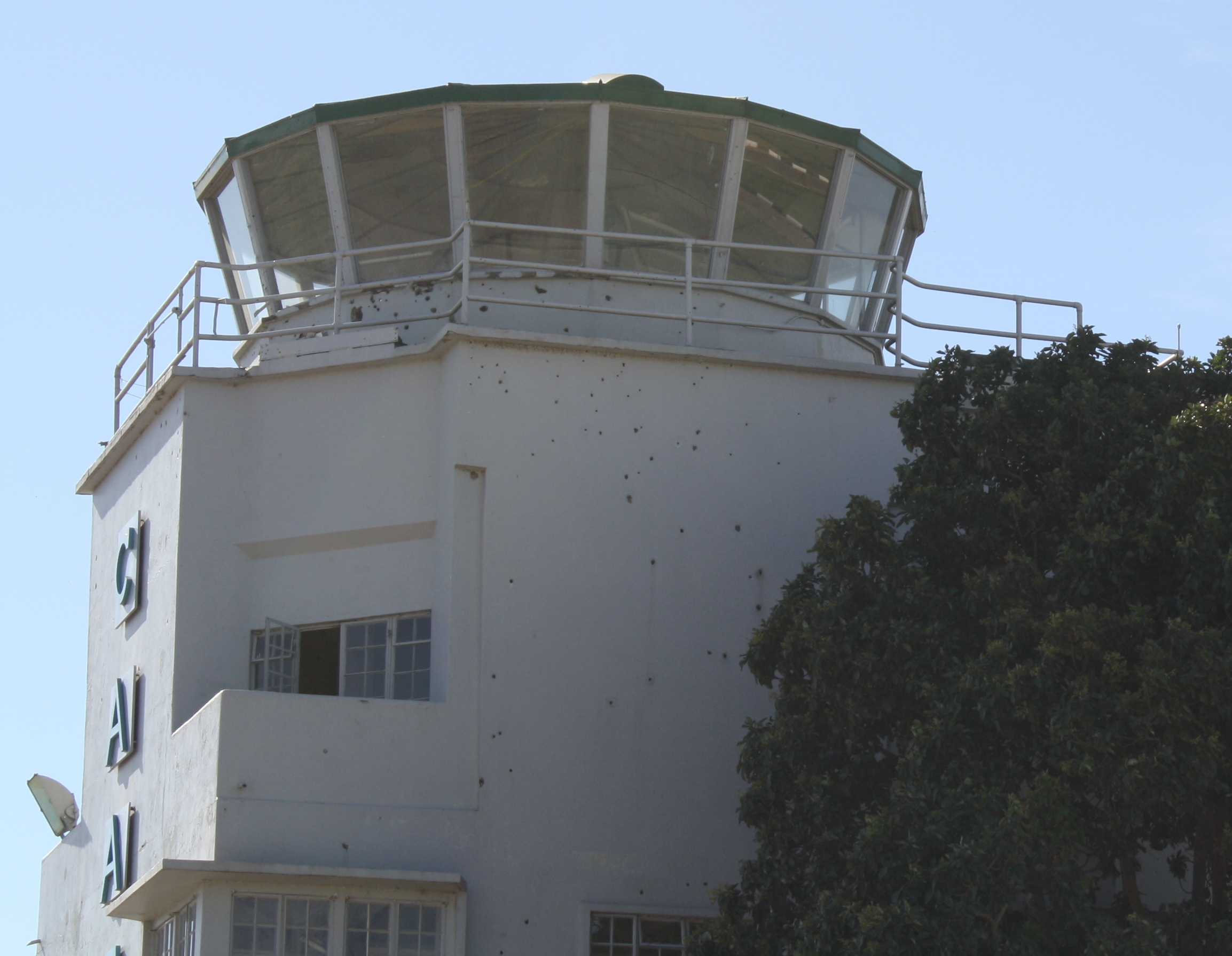
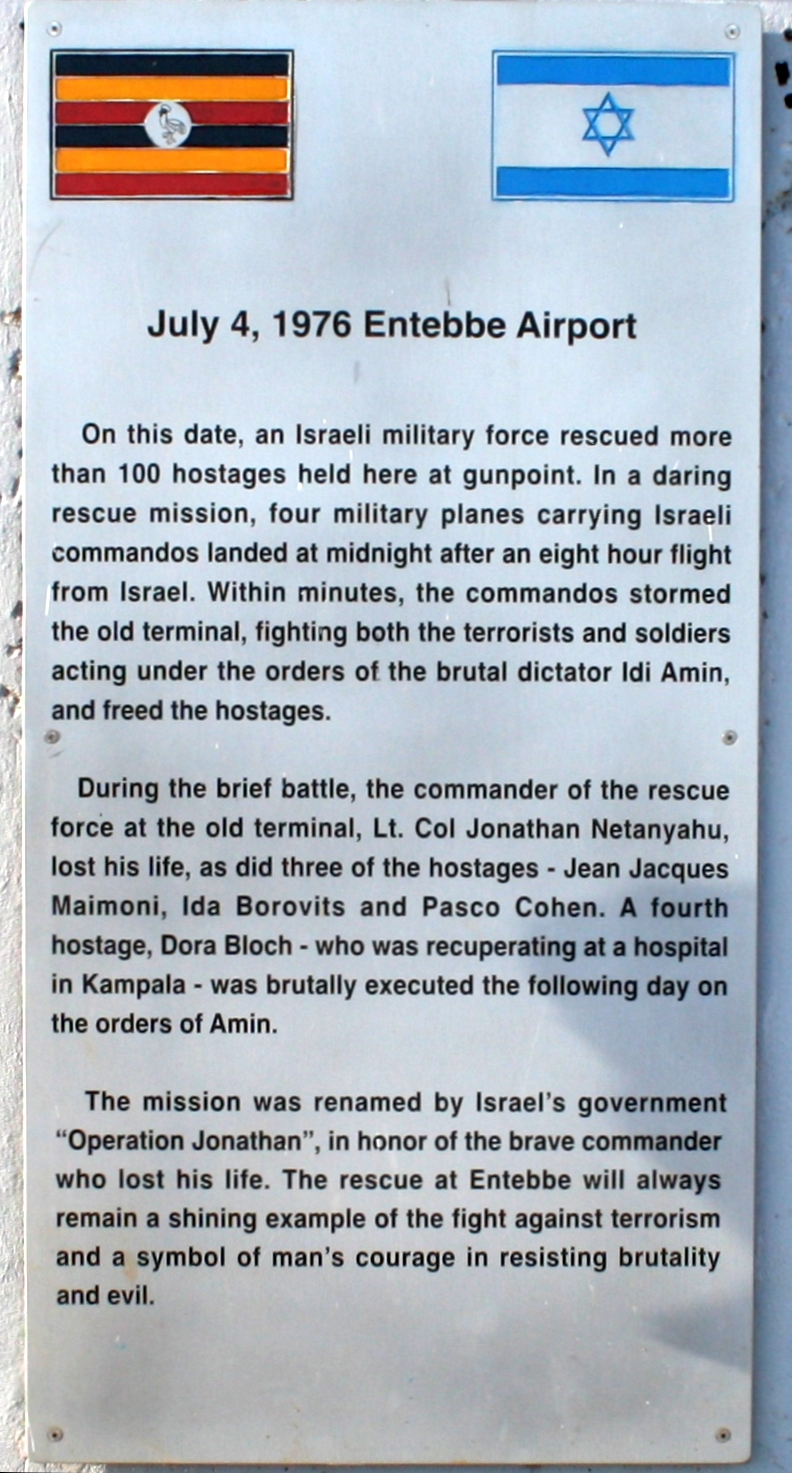
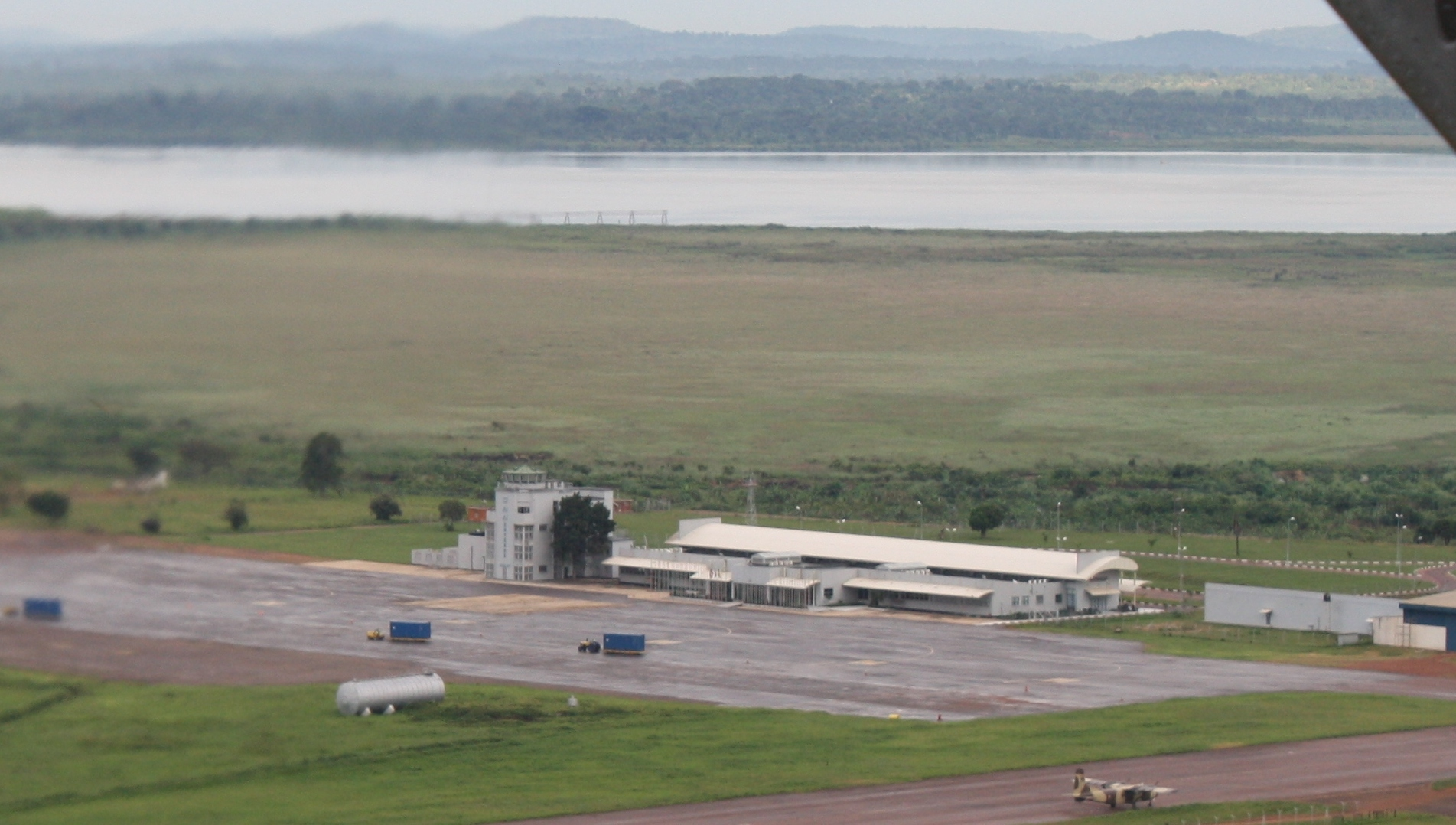